# 4 szupercsajszi
A 4 szupercsajszi (eredeti cím: Supa Team 4) 2023-tól vetített dél-afrikai 3D-s számítógépes animációs akciósorozat, amelyet Malenga Mulendema alkotott.
Zambiában és Magyarországon 2023. július 20-án mutatta be a Netflix.

## Ismertető
Négy tinédzser lányt egy neo-futurisztikus városban, Lusakában toboroz a már nyugdíjas titkosügynök, akik a világot akarják megmenteni. Eközben ezek a lányok zsonglőrködnek az iskolai életükkel és azzal, hogy szuperhősök legyenek, akik szuper gonosztevők ellen harcolnak, így négy barátnőből szuperhőscsapattá, 4 szupercsajszivá válnak.

## Szereplők

### Főszereplők
| Szereplő              | Eredeti hang     | Magyar hang                                        | Leírás                                                                                                 |
| --------------------- | ---------------- | -------------------------------------------------- | --- |
| Kumbukani / Mama K    | Linda Sokhulu    | Kocsis Mariann                                     | Egykori titkos ügynök , aki a T.O.M.I. segítségével összeállítja a 4-es csapatot, kódneve Mkango volt. |
| Ntsiki Lukhele        | Pamela Nomvete   |                                                    | Mama K. barátja.                                                                                       |
| Magedzee / Rossz Magz | John McMillan    | Pál András                                         | Gonosz. Chesi néven is ismert. Ő a tulajdonosa a technológiai cégének.                                 |
| Komana / K-bongo      | Zowa Ngwira      | Csarkó Bettina                                     | Zseniális feltaláló, aki szén-dioxid-leválasztó gépet hoz létre. A 4-es csapat tagja.                  |
| Monde / M-kozo        | Namisa Mdlalose  | Stern Hanna                                        | Lány, aki közel áll a nővéréhez, és akit Mama K a "béke hozójának" tart. A 4-es csapat tagja.          |
| Temwe / T-Mlilo       | Kimani Arthur    | Dolmány-Bogdányi Korina Hegedűs Johanna (énekhang) | Izgága lány, akinek a szalagpálca a fegyvere. A 4-es csapat tagja.                                     |
| Zee / Ze-Mpezi        | Nancy Sekhokoane | Podlovics Laura                                    | A Kamiji Középiskola futballcsapatának sztárja. A 4-es csapat tagja.                                   |

### Mellékszereplők
| Szereplő     | Eredeti hang     | Magyar hang         | Leírás                                                  |
| ------------ | ---------------- | ------------------- | ------------------------------------------------------- |
| Chipo        | Daniel Lyapa     | Kenéz Ágoston       |                                                         |
| Likando      | Chipo Chung      | Hay Anna            |                                                         |
| Nkwashi      | Abubakar Salim   | Debreczeny Csaba    | A Kamiji Középiskola igazgatója.                        |
| Chomps       | Gary Martin      | Eredeti hang        | Kecske, Mama K. háziállata.                             |
| Vihartaszító | Ashley Zhangazha | Fekete Zoltán       | Gonosztevő, akit a 4-es csapat legyőzött.               |
| Marjory      | Celine Tshika    | Földi Csenge        | Monde nővére.                                           |
| Geoffrey     | Sne Dladla       | Orbán Gábor         | Helyi újságíró Lusakában.                               |
| Sikazwe      | Dladla           | Elek Ferenc         | Lusaka polgármestere, aki a polgárok szerint "korrupt". |
| Ba Sassa     | Alusa            | Barát Attila        |                                                         |
| Snap Back    | Sne Dladia       | Hamvas Dániel       | Rapper, aki hangjával hipnótizál                        |
| Sigátor      | Yinka Awoni      | Barabás Kiss Zoltán | Félig ember, félig hüllő gonosztevő.                    |
| Nap Blokk    | Chi Mhende       | Nádasi Veronika     | Egykori vlogger.                                        |
| Zöldujj      | Abena Ayivor     | Pokorny Lia         | Tudós, aki képes irányítani a növényeket                |

### Magyar változat
- Főcímdal: Gubik Petra
- Magyar szöveg: Barabás Orsolya
- Dalszöveg: Nádasi Veronika
- Hangmérnök: Bartkó Botond
- Vágó: Simkóné Varga Erzsébet
- Gyártásvezető: Cabello-Colini Borbála
- Zenei rendező: Molnár Gábor
- Szinkronrendező: Blahó Gergely
- Produkciós vezető: Popa Kinga

A szinkront a Mafilm Audio Kft. készítette.

## Évados áttekintés
| Évad | Évad | Epizódok | Amerikai sugárzás  | Amerikai sugárzás  | Amerikai adó       | Magyar sugárzás    | Magyar sugárzás  | Magyar adó |
| Évad | Évad | Epizódok | Évadpremier        | Évadfinálé         | Amerikai adó       | Évadpremier        | Évadfinálé       | Magyar adó |
| ---- | ---- | -------- | ------------------ | ------------------ | ------------------ | ------------------ | ---------------- | ---------- |
|      | 1    | 8        | 2023. július 20.   | 2023. július 20.   |                    | 2023. július 20.   | 2023. július 20. |            |
|      | 2    | 8        | 2023. december 21. | 2023. december 21. | 2023. december 21. | 2023. december 21. |                  |            |

## Epizódok

### 1. évad (2023)
| Sor. | Év. | Cím                                              | Rendező                       | Író                           | Premier                           |
| ---- | --- | ------------------------------------------------ | ----------------------------- | ----------------------------- | --------------------------------- |
| 1.   | 1.  | 4-es csapat készenlétben (Team 4 in the Byu Byu) | Dave Osborne                  | Ng'endo Mukii és Voline Ogutu | 2023. július 20. 2023. július 20. |
| 2.   | 2.  | Akasztóproblémák (Hanger Management)             | Dave Osborne                  | Khadidiatou Diouf             | 2023. július 20. 2023. július 20. |
| 3.   | 3.  | A Zee (The Zee)                                  | Dave Osborne                  | Vanessa Kanu                  | 2023. július 20. 2023. július 20. |
| 4.   | 4.  | A Monde-kihívás (The Monde Challenge)            | Jerry Forder                  | Maame Boateng                 | 2023. július 20. 2023. július 20. |
| 5.   | 5.  | Okos művészet (Smart Art)                        | Dave Osborne                  | Omotunde Akiode               | 2023. július 20. 2023. július 20. |
| 6.   | 6.  | Eltűnt kölyök (Missing Kid)                      | Dave Osbourne és Jerry Forder | Tshepo Moche                  | 2023. július 20. 2023. július 20. |
| 7.   | 7.  | Háttértörténet (Herstory)                        | Jerry Forder                  | Gloria Huwiler                | 2023. július 20. 2023. július 20. |
| 8.   | 8.  | Az elme hatalma 1. rész (Brain Power Part One)   | Jerry Forder                  | Vanessa Kanu                  | 2023. július 20. 2023. július 20. |

### 2. évad (2023)
| Sor. | Év. | Cím                                                    | Rendező | Író | Premier                               |
| ---- | --- | ------------------------------------------------------ | ------- | --- | ------------------------------------- |
| 9.   | 1.  | Az elme hatalma 2. rész (Brain Power Part Two)         |         |     | 2023. december 21. 2023. december 21. |
| 10.  | 2.  | Zee kontra Tee (Zee vs. Tee)                           |         |     | 2023. december 21. 2023. december 21. |
| 11.  | 3.  | Szenzációhajhászat (Click Bait)                        |         |     | 2023. december 21. 2023. december 21. |
| 12.  | 4.  | Mazsorettprobléma (Majorette Problem)                  |         |     | 2023. december 21. 2023. december 21. |
| 13.  | 5.  | Testvériség (Sisters Before Misters)                   |         |     | 2023. december 21. 2023. december 21. |
| 14.  | 6.  | Emlékezetes zambinit (A Zambinite to Remember)         |         |     | 2023. december 21. 2023. december 21. |
| 15.  | 7.  | A tökéletes vihar 1. rész (The Perfect Storm Part One) |         |     | 2023. december 21. 2023. december 21. |
| 16.  | 8.  | A tökéletes vihar 2. rész (The Perfect Storm Part Two) |         |     | 2023. december 21. 2023. december 21. |

## A sorozat készítése
2019 áprilisában a Netflix bejelentette, hogy megkezdődött a sorozat gyártása. 2023 májusában bejelentették, hogy Anthony Silverston, Mike Buckland, Tom van Waveren, Edward Galton és Amy Keating Rogers lesz a vezető producer, Ciara Breslin pedig a producer. Azt is közölték, hogy a sorozatot isiZulu nyelvre szinkronizálják, és a zambiai rapper és énekes-dalszerző, Sampa the Great készíti a főcímdalt.